# Robert Patrick
Robert Hammond Patrick, Jr (født 5. november 1958) er en amerikansk skuespiller. Han er bedst kendt for sin rolle som T-1000 i James Camerons Terminator 2: Dommedag. Han har også haft bemærkelsesværdige roller i Cop Land, Spy Kids, The Faculty og Charlie's Angels: Full Throttle, ligeledes med gentagende gæsteroller i tv-serien The Sopranos. Patrick har også haft roller i science fiction-orienterede tv-serier. Han har haft gentagende gæsteoptrædener i The Outer Limits og mere notabelt i The X-Files hvor han havde sin mest bemærkelsesværdige rolle siden Terminator 2: Dommedag som den skeptiske Agent John Doggett. Senere spillede Patrick rollen som Johnny Cashs voldelige far i Walk the Line fra 2005. Han medvirker for tiden i CBSs action-drama-serie The Unit.

## Filmografi

### Film
- Terminator 2: Dommedag – 1991
- Waynes World– 1992
- Double Dragon – 1994
- Striptease – 1996
- Cop Land – 1997
- From Dusk Till Dawn 2 – 1999
- Borderline – 2000
- Spy Kids – 2001
- Charlie's Angels: Uden hæmninger – 2003
- Ladder 49 – 2004
- Walk the Line – 2005
- The Marine – 2006
- Terabithia - et hemmeligt land – 2007
- Balls of Fury – 2007
- The Men Who Stare At Goats – 2009
- Mafia – 2011
- Safe House – 2012
- Jayne Mansfield's Car – 2012
- Gangster Squad – 2012
- Lovelace – 2013
- Identity Thief – 2013
- Kill the Messenger – 2014
- Endless Love – 2014

### TV-serier
- The X-Files -- 2000 - 2002
- Scorpion – 2014 - 2018